# Gmina Logan (hrabstwo Clay, Iowa)

Położenie Gminy Logan w hrabstwie Clay

Gmina Logan (ang. Logan Township) – gmina w USA, w stanie Iowa, w hrabstwie Clay. Według danych z 2000 roku gmina miała 166 mieszkańców, a jej powierzchnia wynosi 94,57 km².